# Jewel Master
Jewel Master est un jeu vidéo de plates-formes sorti en 1991 sur Mega Drive. Le jeu a été développé et édité par Sega.

## Système de jeu
L'originalité du titre vient du fait que le personnage utilise des bagues en guise d'armes. Celles-ci lui confèrent divers pouvoirs qui sont combinables entre eux. L'obtention de ces bagues est progressive durant le jeu et il revient au joueur de trouver la meilleure combinaison.

## Musique
Le thème musical du jeu est composé par Motoaki Takenouchi. Certaines musiques, par leur titre (The Gate of Delirium, To Be Over et Close to the Edge), rendent hommage au groupe Yes.